# Laep
Laep, Lap, war ein Gewichtsmaß in Breslau und war das Maß Stein.
- Breslau 1 Laep = 24 Pfund = 17 3/8 Pfund (1 Wiener Pf. = 0,696 Kilogramm) = etwa 12 Kilogramm
- Hamburg 1 Laep = 20 Pfund
- Leipzig 5 1/3 Laep = 110 Pfund (Leipziger)